# Amore al quadrato: Per sempre
Amore al quadrato: Per sempre (in polacco Milosc do kwadratu bez granic) è un film del 2023 diretto da Filip Zylber.
È il sequel del film del 2023 Amore al quadrato: Ricominciamo e terzo ed ultimo film della trilogia cominciata nel 2021 con il film Amore al quadrato.

## Trama
La storia tra Enzo e Monika sta per volgere al finale da favola quando una rivelazione sconvolgente rimetterà in discussione tutto.

## Distribuzione
Il film è stato distribuito sulla piattaforma Netflix a partire dal 23 agosto 2023.